# Królewska Komisja Historyczna Birmy
Królewska Komisja Historyczna Birmy (birm. တော်ဝင် မြန်မာနိုင်ငံ သမိုင်း ကော်မရှင် /tɔ̀wìɴ mjəmà nàɪɴŋàɴ θəmáɪɴ kɔ̀məʃìɴ/; ang. Royal Historical Comission of Burma) — instytucja powołana za czasów birmańskiej dynastii Konbaung, której zadaniem było opracowanie standardowych kronik dworskich ery Konbaung: Hmannan Yazawin (1832) i Dutiya Yazawin (1869).

## Prace Komisji w latach 1829–1832
W maju 1829 r., trzy lata po zakończeniu katastrofalnej w skutkach I wojny brytyjsko-birmańskiej (1824–1826), król Bagyidaw powołał pierwszą Królewską Komisję Historyczną stawiając przed nią zadanie spisania oficjalnej kroniki dynastii Konbaung. W tym czasie rolę standardowej oficjalnej kroniki odgrywała Maha Yazawin (pol. Wielka Kronika), standardowa kronika dynastii Taungngu, opisująca czasy od niepamiętnej przeszłości do października 1711 r. Pierwsza próba stworzenia nowej kroniki, Myanmar Yazawin Thit (pol. Nowa Kronika Mjanmy), zlecona przez poprzednika na tronie i dziadka Bagyidawa Bodawpayę, nie została zaakceptowana ze względu na zawartą w jej treści mocną krytykę poprzednich kronik. Chociaż to sam Bodawpaya nakazał autorowi Myanmar Yazawin Thit, Twinthin Taikwunowi, weryfikację ścisłości Maha Yazawin poprzez odwołanie się do różnych źródeł, w tym do setek inskrypcji, król nie zaakceptował nowej kroniki, gdy mu ją przedstawiono.
W skład komisji weszli uczeni mnisi, historycy dworscy i dworscy bramini. Po raz pierwszy zebrała się ona 11 maja 1829 r. (1. dzień Przybywania Księżyca miesiąca Nayon 1191 ME). Trzy lata i cztery miesiące później Komisja doprowadziła opis historii do 1821 r. tworząc Hmannan Yazawin.
| Członek Komisji           | Stanowisko                      | Zadanie w ramach Komisji                                                                                        |
| ------------------------- | ------------------------------- | --- |
| Monywe Zetawun Sayadaw    | Przeor klasztoru Monywe Zetawun | Przewodniczący Komisji Redaktor konsultujący; odpowiedzialny za weryfikację Maha Yazawin i Myanmar Yazawin Thit |
| Thawkabin Sayadaw         | Przeor klasztoru Thawkabin      | Redaktor konsultujący; odpowiedzialny za weryfikację Maha Yazawin i Myanmar Yazawin Thit                        |
| Maha Dhamma Thingyan      | Minister doradca króla          | Odpowiedzialny za weryfikację Maha Yazawin i Myanmar Yazawin Thit                                               |
| U Yauk                    | Minister Królewskiej Kawalerii  | Odpowiedzialny za sprawdzenie rzetelności mniej ważnych kronik i poematów                                       |
| U Chein                   | Królewski Posłaniec             | Odpowiedzialny za sprawdzenie rzetelności mniej ważnych kronik i poematów                                       |
| U Maung                   | Łącznik z Tajną Radą            | |
| Thiri Maha Nanda Thingyan | Wiceminister, Gubernator Hsaw   | |
| U Wa                      | Wiceminister, Guberator Singu   | |
| Zayadewa                  | Dworski bramin                  | Odpowiedzialny za sprawdzenie źródeł indyjskich pod kątem ceremoniału dworskiego                                |
| Kamondra                  | Dworski bramin                  | Odpowiedzialny za sprawdzenie źródeł indyjskich pod kątem ceremoniału dworskiego                                |
| U Hpyaw                   | Pisarz dworski                  | Główny skryba                                                                                                   |
| Lu Gyi                    | Pisarz dworski                  | Pisarz |
| Aung Tha                  | Pisarz dworski                  | Pisarz |

## Prace Komisji w latach 1867–1869
Po raz drugi sformowano Komisję w 1867 r. Było to około 15 lat po jeszcze bardziej niszczycielskiej II wojnie brytyjsko-birmańskiej (1852) i około rok po poważnej rewolcie, która doprowadziła do śmierci księcia koronnego Kanaung Minthy. Wstrząśnięty tymi wydarzeniami król Mindon zlecił innej komisji uczonych aktualizację Hmannan Yazawin. W skład Komisji weszło pięciu członków—starsi rangą urzędnicy dworscy, bibliotekarz i pisarz. Podczas gdy pierwsza Komisja doprowadziła swą pracę do okresu na krótko przed I wojną angielsko-birmańską, druga Komisja nie miała wyboru i musiała zmierzyć się z opisem dwóch katastrofalnych wojen, które doprowadziły rozczłonkowane królestwo na krawędź upadku. Komisja uaktualniła kronikę do roku 1854, czyli do okresu tuż po drugiej wojnie. Według historyka Htin Aunga, zawarte w uaktualnionej kronice informacje na temat dwóch wojen z Brytyjczykami zostały "napisane z obiektywizmem prawdziwego historyka, a wielkie narodowe klęski zostały opisane wiernie i szczegółowo." Nowa, licząca 10 tomów wersja kroniki została ukończona w roku 1869.